# (7206) Shiki
(7206) Shiki ist ein Asteroid des äußeren Hauptgürtels, der am 18. August 1996 vom japanischen Astronomen Akimasa Nakamura am Kuma-Kōgen-Observatorium (IAU-Code 360) in der Präfektur Ehime in Japan entdeckt wurde.
Der Asteroid wurde nach dem japanischen Dichter, Schriftsteller, Literaturkritiker und Essayisten der Meiji-Zeit Masaoka Shiki (1867–1902) benannt, der neben Buson, Issa und Bashō zu den vier großen Haiku-Meistern gezählt wird.
Der Himmelskörper gehört zur Eos-Familie, einer Gruppe von Asteroiden, welche typischerweise große Halbachsen von 2,95 bis 3,1 AE aufweisen, nach innen begrenzt von der Kirkwoodlücke der 7:3-Resonanz mit Jupiter, sowie Bahnneigungen zwischen 8° und 12°. Die Gruppe ist nach dem Asteroiden (221) Eos benannt. Es wird vermutet, dass die Familie vor mehr als einer Milliarde Jahren durch eine Kollision entstanden ist.